# برانيسلاف ميسيتش
برانيسلاف ميسيتش هو لاعب كرة قدم سويسري في مركز الدفاع، ولد في 17 أبريل 1990 في سويسرا. لعب مع لو مون لوزان ونادي روس كاونتي ونادي سيون.

## وصلات خارجية
- برانيسلاف ميسيتش على موقع قاعدة بيانات كرة القدم.إي يو (الإنجليزية)
- برانيسلاف ميسيتش على موقع Soccerbase.com (لاعب) (الإنجليزية)
- برانيسلاف ميسيتش على موقع عالم كرة القدم.نت (الإنجليزية)